# Довгий парламент

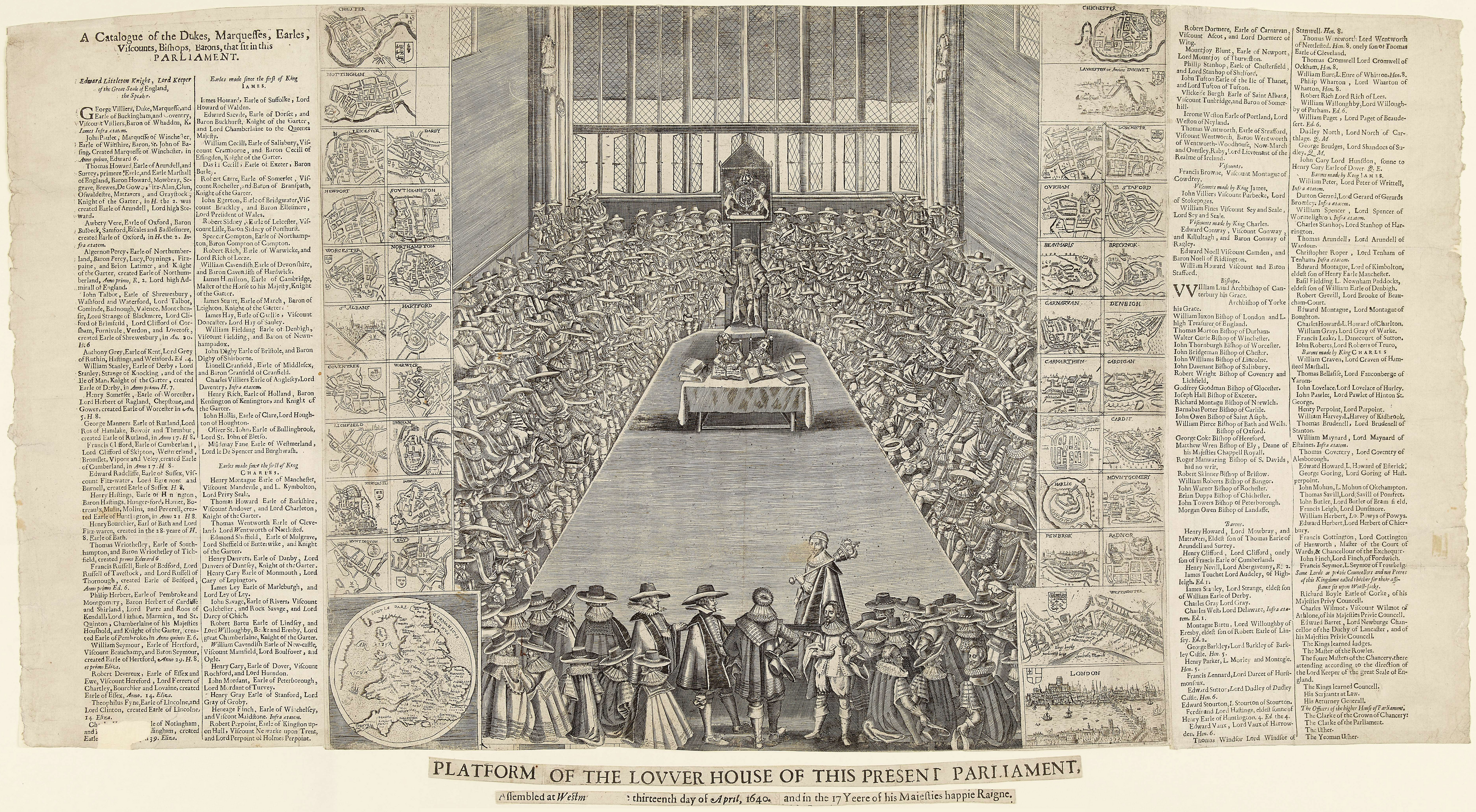
Засідання Довгого парламенту

Довгий парламент (англ. Long Parliament) — назва скликання англійського парламенту з листопада 1640 до початку 1653 року. Увійшов в історію як Довгий (був обраний на 13 років) на противагу Короткому (проіснував лише три тижні), що був скликаний навесні 1640 року.
Довгий парламент став на чолі широкого антифеодального руху, котрий переріс у революцію. Після конституційного періоду (1640 — 1642) та прийняття парламентом акту про зловживання королівської влади Довгий парламент пішов на розрив з королем Карлом І Стюартом, що призвело до громадянської війни.
Головні зусилля довгого парламенту були спрямовані на утвердження принципів «Петиції про права» та принципів конституційної монархії. 1647 році почався перехід до демократичного періоду, який закінчився стратою короля у 1649 році і встановленням режиму диктатури Олівера Кромвеля.

## Введення
Довгий парламент — назва Парламенту Великої Британії в 1640—1652 і 1659—1660 роках. Зібрався в Вестмінстері. Розігнаний Олівером Кромвелем. З 511 членів палати громад 91 депутат був посланий графствами, 4 — університетами, решта депутатів представляли міста. Серед його членів були Люшіус Кері та Джон Пім.
Довгим парламентом називається парламент, скликаний Карлом I 3 листопада 1640 після Єпископських воєн. Він отримав таку назву через події, які відбулися за актом парламенту — він міг бути розпущений тільки за згодою самих депутатів, і вони не погоджувалися з його розпуском до закінчення Англійської громадянської війни і до кінця періоду міжцарювання в 1660 р. (коли відбулася реставрація Стюартів). Він засідав з 1640 по 1649 рр., коли він зазнав політичної чистки з боку Армії нового зразка, тому що не дбав про інтереси армії. З парламенту були видворені всі депутати-пресвітеріанці, які були налаштовані проти армії. Цей парламент отримав назву охвістя.
У період Протекторату охвістя заміняло інші законодавчі збори, охвістя було розпущено армією тільки після смерті Олівера Кромвеля в 1658 р., сподіваючись на відновлення довіри до армійського правління. Коли це не принесло ніякої користі, генерал Джордж Монк дозволяє членам парламенту знову зібратися в 1659 р. Вони приймають важливе законодавче рішення про припинення роботи Довгого парламенту і його розпуск. Це рішення розчистило дорогу для нового парламенту, відомого як Погоджувальний.

## 1640—1648
Карл I (король Англії) зібрав парламент в 1640 р. для того, щоб попросити його взяти фінансовий білль, тому що Єпископські війни розорили королівську скарбницю.
Едуард Хайд згадував владний тон його вступній промові до парламенту: «Його перша поява мало сумний і сумний вигляд, який віщував незвичайні і протиприродні події. Король не приїхав особисто в традиційному екіпажі у всій своїй величі в Вестмінстер, а приплив особисто в своїй баржі прямо до східцях парламенту, і так до церкви, як ніби це було повернення до відкладання сесії парламенту або оголошення перерви в роботі парламенту».
Парламент був спочатку під впливом Джона Піма і його прихильників. У серпні 1641 парламент постановляє позбавити Карла I влади, яку він отримав при вступі на престол. Реформи були спрямовані на те, щоб не дати можливості Карлу I правити країною одноосібно.
Парламент також звільнив засуджених Зоряною Палатою.
Трирічний акт від 16 лютого 1641 р., також знаний як «Акт про запобігання незручностей», був прийнятий з вимогою того, щоб проміжок між двома сесіями парламенту не перевищував трирічного терміну. Парламент також був відповідальний за звинувачення в державній зраді двох радників короля: архієпископа Вільяма Лауда і Томаса Уентворта (графа Страффорда), залучення їх до суду та винесення смертного вироку. Ірландське повстання, яке почалося в жовтні 1641 відновлює дебати між парламентом і королем про контроль над армією.
Ведений Джоном Пімом, 22 листопада 1641 парламент представляє королю Велику ремонстрацію, яка була прийнята парламентом з перевагою в 11 голосів (159—148).
Вона містить перелік понад 150 «злодіянь» під час правління Карла, включаючи Церкву, яка знаходиться під впливом іноземних папістів і королівських радників, що представляють інтереси іноземних сил. Друга половина Ремонстрації пропонує рішення «зловживань» корони, в тому числі церковна реформа і призначення королівських міністрів парламентом.
В грудня 1641 р. парламент в «ордонанс про поліції» стверджує, що бажає контролювати призначення командуючих в армії і на флоті.
Король відкидає Велику ремонстрацію і відмовляється давати санкцію на міліцейський білль. Король вірив у те, що пуритани (або діссентери, тобто «відхиляються») підтримувані п'ятьма впливовими членами палати громад: Джоном Пімом, Джоном Хемпденом, Дензілом Холліс, сером Артуром Хеселрі і Вільямом Стродом і лордом Мандевіль, який засідав у палаті лордів, які були на стороні шотландців в недавніх Єпископських війнах, і що вони замишляють повернути проти нього лондонську натовп. Коли слух досяг двору, що вони також планують звинуватити королеву в тому, що вона нібито бере участь в католицькому змові, Карл вирішує заарештувати їх за державну зраду.
Спікером палати громад довгий час був Вільям Лентхел. У вівторок, 4 січні 1642 король увійшов у палату громад з метою схопити п'ятьох членів парламенту. Ті були попереджені і тому втекли. Зайнявши крісло спікера і озирнувшись навколо в марною спробі виявити розшукуваних членів парламенту, Карл прокоментував: «Я бачу пташки відлетіли». Карл повернувся до Лентхелу, що стоїть нижче, питаючи у нього був чи хто-небудь з цих персон в палаті, чи бачив Лентхел кого-небудь з них в палаті і де вони тоді. Лентхел впав на коліна і відповідав: «May it please your Majesty, I have neither eyes to see nor tongue to speak in this place but as the House is pleased to direct me, whose servant I am here» (На українську мову перекладається приблизно так: «Може така відповідь влаштує ваше Величність, зараз я буду сліпий і німий, тому що Палата призначила мене, і я є її слугою»). Сенс цієї фрази зводиться до того, що: «я вам відповім тільки в тому випадку, якщо мені це накаже парламент», тобто спікер підпорядковується парламенту, а не королю. Після невдачі в затриманні п'ятьох Коммонера, боячись за життя своєї сім'ї, Карл покидає Лондон і перебирається в Оксфорд. За ним пішли роялісти, і в Оксфорді вони сформували альтернативний парламент. У відсутність роялістів Довгий парламент продовжував засідати протягом усієї громадянської війни і проіснував до акту про саморозпуск.
У березні 1642 р. в відсутність Карла в столиці, коли над країною зависла загроза війни, парламент ухвалив, що його парламентські ордонанси законні і без монаршого згоди. «Ордонанс про поліції» був прийнятий 5 березня, що давало парламенту контроль над місцевою поліцією (trained bands). Контроль над міліцією був стратегічно важливий, тому що це давало радикально налаштованому парламенту захист від збройного втручання солдатів, які були в розпорядженні Карла поруч зі столицею. У відповідь на «ордонанс про міліцію» Карл відроджує «Патенти на набір» як засіб для скликання армії на противагу військовим силам парламенту.

## 1649—1653

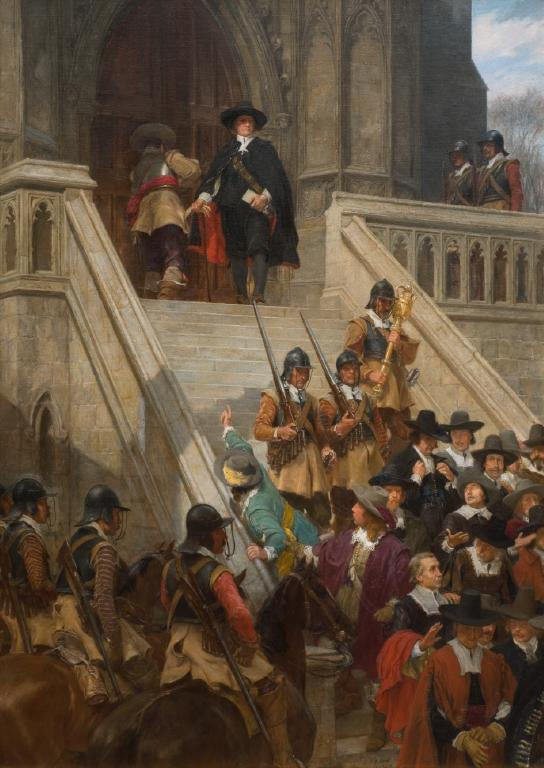
Кромвель розпустив Довгий Парламент

Розбіжності виникли між різними фракціями і їх підсумком стала Прайдова чистка парламенту 7 грудня 1648 р., коли за наказом Генрі Айртона (зятя Олівера Кромвеля) полковник Прайд видворив близько половини членів парламенту. Більшість виключених були пресвітеріани. Після вигнання пресвітеріан з парламенту, що залишилися — охвістя, влаштовує суд над Карлом I і засуджує його до смерті. Воно також відповідальна за встановлення Англійської республіки в 1649 р.
Олівер Кромвель насильно розігнав охвістя в 1653 р., коли йому здалося, що депутати можуть розформувати його дорогу для бюджету армію в 50 тис. чоловік.
У 1648 році противники короля на чолі з Кромвелем захопили Лондон і очистили законодавчі збори від прихильників монарха. На наступний рік залишилися парламентарії скинули і стратили короля, після чого була скасована палата лордів, а країна проголошена республікою.
Виконавчу владу отримав Олівер Кромвель, законодавча — збереглася за жалюгідним залишком колишнього парламенту, який отримав назву «охвістя». Але і з охвістям Кромвель порозумітися не зміг і якось, почувши заперечення депутатів, заявив їм: «Ви надто довго засідали. Пора покінчити з вами. В ім'я Бога, йдіть!» Таким чином, в 1653 охвістя було розпущено.

## Нове скликання 1659 та Реставрація 1660
Річард Кромвель 1658 року став наступником свого батька Олівера як лорд-протектор. Він був повалений у результаті офіцерської змови в квітні 1659 року. Офіцери знову скликали Довгий парламент. Він розпочав роботу 7 травня 1659 року, але після 5 місяців правління у нього знову стався конфлікт з армією (під проводом Джона Ламберта) і його зрову розігнанали 13 жовтня 1659. Правління перейшло до так званого «Комітету громадської безпеки», який очолив Ламберт. Генерал Джордж Монк, який був віце-королем Шотландії, почав рух на південь. Ламберт, який не виступив йому назустріч, втратив підтримку в Лондоні. Флот оголосив про скликання парламенту, так 26 грудня 1659 Довгий парламент знову ввійшов у силу. Ламберт нічого не міг протиставити Монку, і той продовжував рух на південь. 3 лютого 1660 Монк досягає Лондона. Спочатку Монк створює видимість поваги до парламенту, але він швидко відчув неприхильність парламентарів щодо його плану вільного обрання нового парламенту. Таким чином, 21 лютого 1660 року він повертає до парламенту тих парламентарів, які були виселені з нього Прайдом. Вони змогли розпочати скликати «Вільний парламент». 16 березня 1660 Довгий парламент оголосив про саморозпуск.